# Leo Honkala
Leo Honkala   (Oulu, 8 de gener de 1933 - Oxelösund, 17 de maig de 2015) fou un lluitador finlandès, especialista en lluita grecoromana, que va competir durant la dècada de 1950.
El 1952 va prendre part en els Jocs Olímpics d'Estiu de Hèlsinki, on guanyà la medalla de bronze en la categoria del pes mosca del programa de lluita grecoromana.
Els anys següents va patir diverses lesions a l'espatlla que l'obligaren a retirar-se el 1956, després d’aconseguir el seu únic títol nacional aquell mateix any. Quan es va retirar, va treballar primer com a policia a Finlàndia, però a finals dels anys seixanta va emigrar a Suècia.
Entre 1974 i 1985 va entrenar l'equip de lluita lliure suec. També va competir en powerlifting, però el 2006 donà positiu en un control antidopatge i va ser sancionat de per vida.